# Oohkotokia
Oohkotokia é um gênero fóssil de dinossauro da família Ankylosauridae. Há uma única espécie descrita para o gênero Oohkotokia horneri. Seus restos fósseis foram encontrados na formação Two Medicine, estado de Montana, Estados Unidos.